# Duelo en el Atlántico
Duelo en el Atlántico (The Enemy Below) es una película de guerra de 1957 en CinemaScope sobre una batalla entre un destructor estadounidense de escolta clase Buckley y un submarino alemán durante la Segunda Guerra Mundial. Producida y dirigida por Dick Powell, la película está protagonizada por Robert Mitchum y Curt Jürgens como los oficiales al mando estadounidense y alemán, respectivamente. La película se basó en la novela de 1956 de Denys Rayner, un oficial naval británico involucrado en la guerra antisubmarina durante la Batalla del Atlántico.

## Trama
El USS Haynes, un destructor estadounidense escolta de la clase Buckley detecta y ataca un submarino alemán que se dirige a reunirse con un asaltante mercante alemán en el Océano Atlántico Sur. El teniente comandante Murrell, ex oficial de la marina mercante y ahora oficial en servicio activo en la Reserva Naval, recientemente tomó el mando del Haynes, aunque todavía se está recuperando de las heridas sufridas en el hundimiento de su barco anterior. Antes de que el submarino sea visto por primera vez, un marinero cuestiona la aptitud y la habilidad del nuevo capitán. Sin embargo, cuando comienza la batalla, Murrell demuestra ser rival para el astuto Kapitän zur See von Stolberg del submarino, un hombre que no está enamorado del régimen nazi, en una batalla de ingenio prolongada y mortal que pone a prueba tanto a ambos hombres como a sus tripulaciones. Cada uno de ellos alcanza a respetar a su oponente.
Murrell acecha hábilmente al submarino y somete a von Stolberg y su tripulación a ataques de carga de profundidad cada hora. Al final, von Stolberg aprovecha el patrón predecible de ataques de Murrell y logra torpedear al destructor. Aunque el Haynes está fatalmente deñado y se hunde, todavía es apto para la batalla, y Murrell tiene un último plan: ordena a sus hombres que prendan fuego a la cubierta para que el barco parezca más dañado de lo que realmente está. Luego ordena a la mayoría de su tripulación que evacúe en los botes salvavidas, pero retiene una tripulación mínima para atender el puente, la sala de máquinas y uno de los cañones de 3 pulgadas (76,2 mm). Como esperaba Murrell, von Stolberg sale a la superficie antes de disparar sus torpedos, manteniendo el cañón de cubierta apuntado hacia el barco. Murrell ordena a su tripulación que dispare primero a la popa del submarino para inmovilizarlo y luego al cañón de cubierta. Murrell ordena al oficial ejecutivo, el teniente Ware, que embista el submarino. Con su nave hundiéndose, von Stolberg ordena a su tripulación que ponga cargas de hundimiento y abandone el barco.
Murrell, el último hombre a bordo, está a punto de unirse a su tripulación en los botes salvavidas cuando ve a von Stolberg parado en la torre de mando del submarino que se hunde con su oficial ejecutivo herido, el Oberleutnant zur See Heini Schwaffer. Murrell lanza una soga al submarino y rescata a la pareja. Está claro que Schwaffer se está muriendo, pero von Stolberg se niega a dejar atrás a su amigo. Ware regresa con marineros estadounidenses y alemanes en el bote del capitán para salvar a los tres hombres antes de que detonen las cargas de hundimiento del submarino. Más tarde, a bordo de un barco que ha rescatado a ambas tripulaciones, la tripulación alemana envía los restos de Schwaffer a las profundidades en una ceremonia tradicional mientras la tripulación estadounidense observa respetuosamente.

## Reparto
- Robert Mitchum como Capitán Murrell
- Curd Jürgens como Kapitän zur See von Stolberg
- Theodore Bikel como Oberleutnant zur See "Heinie" Schwaffer, segundo al mando de von Stolberg
- David Hedison como el teniente Ware, el oficial ejecutivo de Haynes (como Al Hedison)
- Russell Collins como médico
- Kurt Kreuger como Von Holem
- Frank Albertson como teniente (grado junior) Crain
- Biff Elliot como intendente
- Ralph Manza como el teniente Bonelli (sin acreditar)
- Doug McClure como Alférez Merry (sin acreditar)
- Darryl F. Zanuck como Jefe (sin acreditar)

## Producción

### Guion
El guion, que fue adaptado por Wendell Mayes, difiere sustancialmente del libro original. En la novela, el barco es británico pero en la película es estadounidense. Las escenas finales del guion de respeto mutuo entre los protagonistas no están tomadas del libro. En el libro, el capitán del destructor golpea al capitán del submarino mientras están en el bote salvavidas porque el capitán del submarino afirma que la tripulación del destructor son sus prisioneros. La película también alude vagamente al mal como tal (o al diablo), no específicamente a los nazis, siendo el "enemigo" ("Cortas una cabeza y crece otra. . ." ). Esto le da al título de Duelo en el Atlántico un doble significado que no está presente en el libro. "En el libro, el capitán alemán Von Stolberg es caracterizado de forma diferente. Por ejemplo, está la escena en la que un marinero entra en pánico después de un ataque con carga de profundidad: mientras que en el libro el comandante mata al al hombre de un disparo sin decir una palabra, el episodio en la película termina con von Stolberg calmando al hombre aterrorizado con las palabras: "Morir es parte de nuestro trabajo, pero aún no es nuestro turno".
El guion tiene un precedente histórico. El 6 de mayo de 1944, el USS Buckley, que era el barco líder de la misma clase de escolta de destructores retratada en Duelo en el Atlántico, en realidad embistió y hundió un submarino en combate capturando a muchos de los tripulantes alemanes.
Dick Powell fue instruído por el estudio 20th Century Fox para que filmara dos finales: en uno, ambos comandantes mueren, en el otro, ambos sobreviven. En las vistas previas, exploraron qué final le gustaba más a la gente, eso fue tomado y está hoy en la película.

### Casting
El capitán del submarino fue interpretado por el actor Curd Jürgens, que había sido un crítico del nazismo en su Alemania natal. En 1944, después de filmar Wiener Mädeln, tuvo una discusión con Robert Kaltenbrunner (hermano del oficial de alto rango de las SS austriaco Ernst Kaltenbrunner ), el SS-Obersturmbannführer Otto Skorzeny y un miembro del personal de Baldur von Schirach en un bar vienés sin saber quienes eran, Jürgens fue arrestado y enviado a un campo de trabajo para "políticamente poco confiables" en Hungría. Después de unas semanas logró escapar y se escondió. Jürgens se convirtió en ciudadano austriaco después de la guerra. Jürgens dijo en una entrevista con el New York Times en 1977: "Esta fue una película importante para mí porque fue la primera película después de la guerra en la que no se interpretó a un oficial alemán como un monstruo".
El destructor escolta USS Haynes (DE-181) estuvo representado en la película por el USS Whitehurst, proporcionado por la Marina de los EE. UU. en Pearl Harbor. Muchos miembros de la tripulación del barco real aparecen en la película, como los que hablan por teléfono, las tripulaciones de armas y cargas de profundidad, y todos los hombres que se ve abandonando el barco. El oficial al mando del Whitehurst,  el teniente comandante Walter Smith, interpretó al oficial de ingeniería, es el hombre al que se ve leyendo cómics (Annie, la pequeña huérfana) durante la pausa antes de la acción, mientras un soldado lee Historia de la decadencia y caída del Imperio romano. El Whitehurst fue hundido como blanco en 1971. El verdadero DE-181 era USS Straub (DE-181), un destructor de escolta de la clase Cannon (desguazado en 1974).

### Rodaje
A pesar de estar ambientada en el Atlántico Sur, el rodaje tuvo lugar en el Océano Pacífico, cerca de Oahu, Hawái .

## Música
La melodía que canta la tripulación del submarino en el fondo del océano entre los ataques con cargas de profundidad es de una marcha del siglo XVIII llamada "Der Dessauer Marsch ", conocida por la primera línea de la letra como "So leben wir" ("Así es como vivimos"). El himno funerario en la escena final es "Ich hatt' einen Kameraden" ("Yo tenía un camarada").

## Citas[7]
Doctor: Well, in time we'll all get back to our own stuff again. The war will get swallowed up, and seem like it never happened.

Captain Murrell: Yes, but it won't be the same as it was. We won't have that feeling of permanency that we had before. We've learned a hard truth.
Doctor: How do you mean?

Captain Murrell: That there's no end to misery and destruction. You cut the head off a snake, and it grows another one. You cut that one off, and you find another. You can't kill it, because it's something within ourselves. You can call it the enemy if you want to, but it's part of us; we're all men.
Doctor: Bueno, con el tiempo todos volveremos a nuestras propias cosas. La guerra será engullida y parecerá que nunca sucedió.

Capitán Murrell: Sí, pero no será lo mismo que antes. No tendremos esa sensación de permanencia que teníamos antes. Hemos aprendido una dura verdad.
Doctora: ¿A qué te refieres?

Capitán Murrell: Que la miseria y la destrucción no tienen fin. Le cortas la cabeza a una serpiente y le crece otra. Cortas esa y encuentras otra. No puedes matarla, porque es algo dentro de nosotros mismos. Puedes llamarla el enemigo si quieres, pero es parte de nosotros, todos somos hombres.

Von Stolberg: I should have died many times, Captain, but I continue to survive somehow. This time it was your fault.

Captain Murrell: I didn't know. Next time I won't throw you the rope.

Von Stolberg: I think you will.
Von Stolberg: Debería haber muerto muchas veces, capitán, pero sigo sobreviviendo de alguna manera. Esta vez fue su culpa.

Capitán Murrell: No lo sabía. La próxima vez no le tiraré la cuerda.

Von Stolberg: Creo que lo hará.

## Premios y nominaciones
Por los efectos de audio, Walter Rossi recibió el Premio de la Academia de 1958 a los Mejores Efectos Especiales . La película también fue premiada como la mejor película editada con sonido de 1957 por Motion Picture Sound Editors. 

## Reseñas
Oliver Arnknecht opinó que: "Es interesante cómo Duelo en el Atlántico cambia permanentemente la perspectiva. A diferencia de la mayoría de las películas de guerra, que trabajan con un protagonista claramente definido que también es el héroe, la película trata de mostrar a ambos lados como equivalentes. Aunque von Stolberg es alemán, no se le presenta como un malvado nazi abismal. De hecho, él y Murrell son muy similares, simplemente estaban en lugares diferentes. La película los retrata como hombres obedientes que harán cualquier cosa para hacer su trabajo. No les corresponde a ellos decidir si la guerra como tal está justificada. Solo deben asegurarse de ganarla. Este intento de romper con los esquemas en blanco y negro habituales de tales películas de guerra encontró una respuesta mixta. Por un lado, es por supuesto loable buscar lo humano en la guerra y mostrar a los soldados como individuos que no han elegido activamente el mal. Al mismo tiempo, debido al tono muy indulgente hacia el final, Duelo en el Atlántico tiende a suavizar el horror de la guerra. En algunos casi se puede olvidar que hay una guerra en absoluto y que dos equipos solo pelearon por un trofeo."

## En la cultura popular
- El episodio de Star Trek de 1966 " Balance of Terror " se basa estrechamente en la película, con el USS Enterprise elegido como el destructor y la nave romulana, usando un dispositivo de camuflaje, como el submarino.[10]
- El episodio "Killers of the Deep" de Viaje al fondo del mar reutilizó cantidades sustanciales de metraje de la película. David Hedison (entonces Al Hedison), que interpretó al teniente Ware, el oficial ejecutivo del Haynes, también interpretó al comandante Lee Crane en Voyage to the Bottom of the Sea.
- En la película Crimson Tide de 1995, dos oficiales del USS Alabama debaten sobre el elenco de Duelo en el Atlántico .[11]

En la película Máxima Velocidad 2, del año 1997, dos miembros de la tripulación de un buque tanque petrolero - que va a ser embestido por el transatlántico desbocado - están viendo la secuencia de la colisión final de la película Duelo en el Atlántico. Los dos hombres discuten acerca de cuál era el nombre de los actores que representaron los papeles protagónicos.-